# Aunat
Aunat ist eine kleine französische Gemeinde mit 61 Einwohnern (Stand 1. Januar 2022) im Département Aude in der Region Okzitanien; sie gehört zum Arrondissement Limoux und zum Kanton La Haute-Vallée de l’Aude.

## Geographie
Die Gemeinde liegt rund 50 Kilometer südwestlich von Carcassonne in der Landschaft Pays de Sault auf einem Höhenzug zwischen den tief eingeschnittenen Tälern der Flüsse Rebenty und Aude. Nachbargemeinden sind:
- Joucou im Norden,
- Bessède-de-Sault im Osten,
- Escouloubre im Süden,
- Fontanès-de-Sault im Südwesten und
- Rodome im Westen.

Der Fluss Aude mit der Schlucht Gorges de l’Aude verläuft an der südlichen Gemeindegrenze.

## Bevölkerungsentwicklung
| Jahr      | 1968 | 1975 | 1982 | 1990 | 1999 | 2006 | 2016 |
| Einwohner | 134  | 119  | 82   | 55   | 52   | 48   | 65   |